# کدوو (اکلاهما)
کدوو(به انگلیسی: Caddo) شهری در ایالت اکلاهما کشور ایالات متحده آمریکا است که جمعیت آن در سرشماری سال ۲۰۱۰ میلادی، ۹۹۷ نفر بوده‌است.